# Tonje Hansen
Tonje Hansen (* 6. Oktober 1980; ⚭ Tonje Hansen Boork) ist eine ehemalige norwegische Fußballspielerin.

## Karriere

### Vereine
Hansen begann in der aus den Vereinen Jevnaker IF und IL Holeværingen (nordwestlich von Oslo) bestehenden Spielgemeinschaft mit dem Fußballspielen, ehe sie im Alter von 19 Jahren das erste Mal im Seniorinnenbereich spielte.
Von 1999 bis 2007 gehörte sie dem Kolbotn IL aus dem gleichnamigen Ort in der Kommune Nordre Follo in der Provinz Akershus durchgängig in der Toppserien an und kam in 155 Punktspielen zum Einsatz, in denen sie 94 Tore erzielte. Ihr Seniorinnendebüt am 1. Mai 1999, beim 3:1-Sieg im Heimspiel gegen den Grand Bodø IK, krönte sie sogleich mit ihrem ersten Tor, dem Treffer zum 2:0 in der 64. Minute. In einem weiteren Heimspiel am 28. September 1999, beim 9:0-Sieg über den Setskog/Høland FK, erzielte sie gar drei Tore in einem Punktspiel, was ihr auch am 8. August 2000 beim 7:2-Sieg im Auswärtsspiel gegen den FV Larvik gelang. Ein Vierfach- und Fünffachtorerfolg gelang ihr am 9. Juni 2003 beim 7:0 im Heimspiel (erneut) gegen den FV Larvik und am 20. Mai 2003 beim 13:0-Sieg im Auswärtsspiel gegen den Nymark Idrettslag. Mit der Mannschaft gewann sie drei Meister- und einen Pokaltitel.
Auf internationaler Vereinsebene nahm sie mit ihrer Mannschaft zweimal am Wettbewerb um den UEFA Women’s Cup teil. Am 22. und 30. November 2003 kam sie im Hin- und Rückspiel des Viertelfinales gegen Malmö FF zu ihren ersten beiden Spielen; das Hinspiel in Schweden wurde mit 0:2 verloren und das Rückspiel mit 1:0 gewonnen. In der Saison 2006/07 wurde sie im Hin- und Rückspiel des Viertel- und Halbfinales berücksichtigt. In den Spielzeiten 2008 und 2009 war sie für das Team Strømmen FK in insgesamt elf Punktspielen aktiv. Von 2014 bis 2019 und in den Spielzeiten 2021 und 2023 kam sie für einen unterklassigen Verein aus Lunner, der z. T. Spielgemeinschaften mit anderen Vereinen einging, zu Punktspielen.

### Nationalmannschaft
Ihr Debüt als Nationalspielerin für den NFF gab sie in der U18-Nationalmannschaft. Ihr erstes Länderspiel – die ersten 45 Minuten – bestritt sie am 10. August 1998 in Larvik beim 10:0-Sieg über die U18-Nationalmannschaft der Ukraine. Ihre ersten beiden von drei Toren erzielte sie im Freundschaftsspiel gegen die U18-Nationalmannschaft der Türkei beim 8:0-Sieg in Tønsberg mit den Treffern zum 5:0 und 7:0 in der 39. und 52. Minute. Ihr letztes von sieben Länderspielen bestritt sie am 7. August 1999 in Kristianstad bei der 1:2-Niederlage gegen die U18-Nationalmannschaft Schwedens.
Auch für die U21-Nationalmannschaft erzielte sie drei Tore; ihr erstes gelang ihr in ihrem zweiten Länderspiel am 28. Juli 2000 in Stegaurach beim 4:0-Sieg über die U21-Nationalmannschaft Dänemarks mit dem Treffer zum Endstand in der 74. Minute im altersbezogenen Turnier um den Nordic-Cup. Ihr erstes von elf Länderspielen bestritt sie am 4. Mai 2000 in Farum beim 7:0-Sieg im Freundschaftsspiel gegen die U21-Nationalmannschaft Dänemarks. Ihr letztes Länderspiel bestritt sie am 31. Juli 2001 bei der 3:5-Niederlage gegen die U21-Nationalmannschaft Dänemarks.
In der A-Nationalmannschaft wurde sie mit 22 Länderspielen am häufigsten eingesetzt. Gleich bei ihrem Debüt am 7. März 2004, beim 6:1-Sieg über die Nationalmannschaft Belgiens in Brüssel, gelang ihr mit dem Treffer zum 3:1 in der 69. Minute im fünften Spiel der EM-Qualifikationsgruppe 2 ihr erstes (und einziges) A-Länderspieltor. Darüber hinaus wurde sie auch im sechsten bis achten EM-Qualifikationsspiel (2:0 vs. Niederlande am 22. Mai in Wezep, 1:2 vs. Dänemark am 27. Mai in Odense, 2:0 vs. Spanien am 2. Oktober in Porsgrunn) sowie im Ausscheidungsrückspiel (2:1 vs. Island am 13. November in Oslo) berücksichtigt.Des Weiteren kam sie mit ihrer Mannschaft in jeweils vier Spielen im Turnier um den Algarve-Cup 2004 und 2006 sowie am 20. und 22. Januar 2006 im Vier-Nationenturnier in der Volksrepublik  China zum Einsatz. Sie bestritt ferner vier in Freundschaft ausgetragenen Länderspiele (1:0 vs. Deutschland in Hoffenheim am 21. Juli 2004, 4:0 vs. Schweden in Uddevalla am 27. Juli 2004, 3:1 vs. Italien am 4. September 2004 in Bergen, 0:1 vs. Japan am 9. Februar 2007 in Nikosia; zugleich ihr letztes Länderspiel).

## Erfolge
Nationalmannschaft
- Algarve-Cup-Finalist 2004

Kolbotn IL
- Norwegischer Meister 2002, 2005, 2006
- Norwegischer Pokal-Sieger 2007, -Finalist 2003

Team Strømmen FK
- Norwegischer Pokal-Finalist 2008, 2009